# Rasgos (programa de televisión)
Rasgos fue un programa de televisión, emitido por La 1 de Televisión española en 1982. Se programaba semanalmente los domingos a las 20 horas. Estaba dirigido por Antonio Giménez-Rico y presentado por Mónica Randall.

## Formato
Era un programa de entrevistas, entre las que se intercalaban mágenes de archivo y otros testimonios. Los protagonistas eran personajes relevantes del panorama cultural, social, político, artístico, deportivo e intelectual, tanto nacional como internacional.
El coste del programa fue de 2.168.000 pesetas por capítulo.

## Invitados
Entre los entrevistados por el programa, se incluyen:
- Amadou-Mahtar M'Bow, político senegalés
- Antonio López García, pintor español
- Ahmed Ben Bella, político argelino
- Zino Davidoff, empresario ucraniano
- Dom Mintoff, primer ministro de Malta
- El Campesino, militar español
- Emilio Fernández, director de cine mexicano
- Emilio Pucci, diseñador italiano
- Ferdinand Marcos, presidente de Filipinas
- Giacomo Manzù, escultor italiano
- Indira Gandhi, primera ministra de la India
- Jesús Silva Méndez, sacerdote español
- José Luis Sampedro, escritor español
- Manuel Gutiérrez Mellado, militar y político español
- Mikis Theodorakis, músico griego
- Otelo Saraiva de Carvalho, militar portugués
- Pablo Sorozábal, músico español
- Ravi Shankar, músico hindú
- Raymond Aron, filósofo francés
- Sirikit, Reina de Tailandia
- Teresa de Calcuta, religiosa albanesa
- Valentina Tereshkova, cosmonauta soviética
- Willy Brandt, político alemán
- Xavier Cugat, músico español
- Yves Montand, actor francés